# 松本市立波田中学校

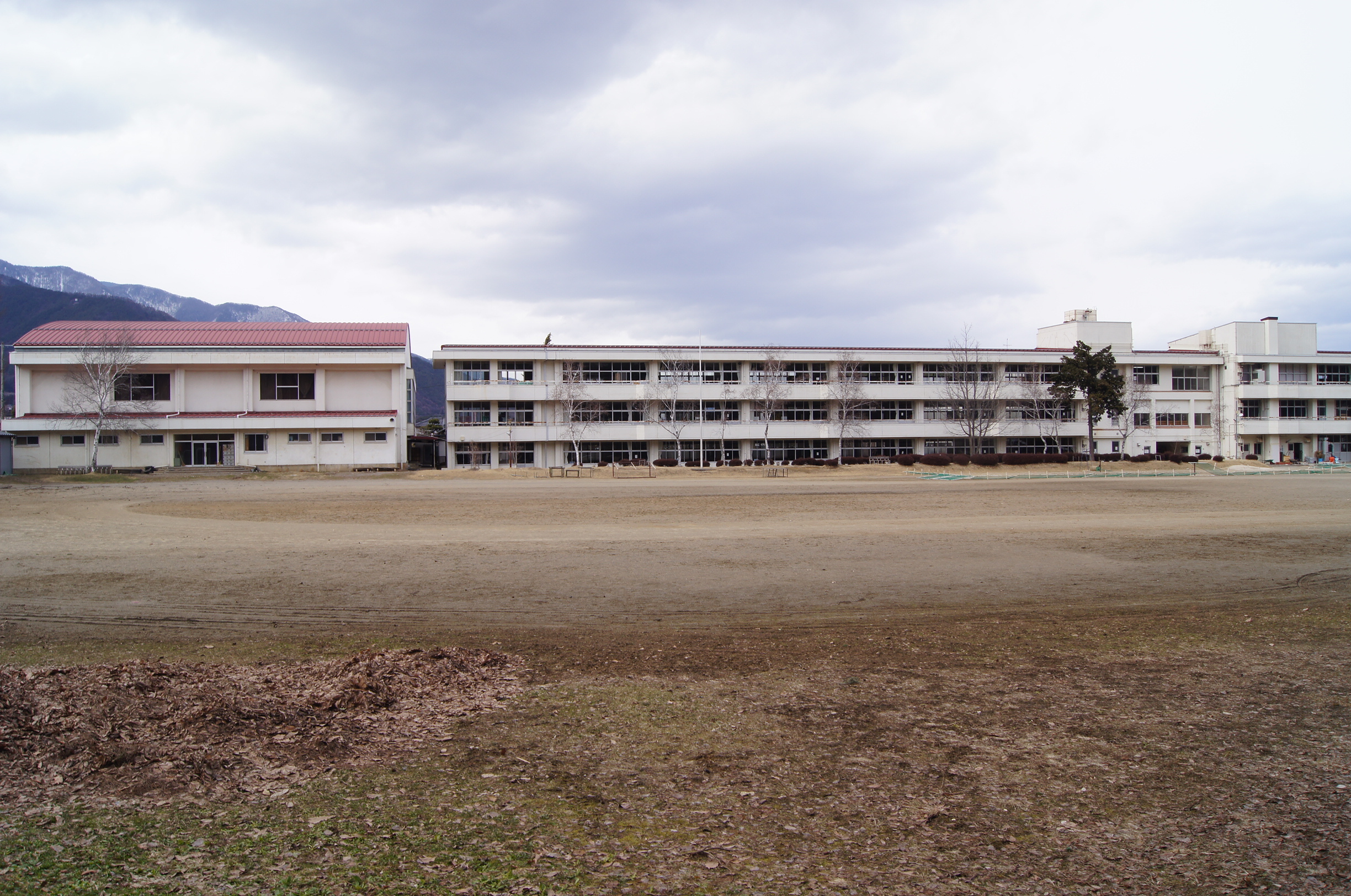
裏（南）側から校庭を通して見た波田中学校

松本市立波田中学校（まつもとしりつはたちゅうがっこう）は、長野県松本市波田にある公立中学校。

## 概要
1947年4月1日の新制中学校制度成立時に、波田村立波田中学校として発足、1973年の町制施行により波田町立波田中学校に、2010年の松本市への併合により松本市立波田中学校になった。
2010年の松本市との合併までは長い間、1つの町（あるいは村）に1つの小学校と1つの中学校という成り立ちであった。そのため、学年を構成する児童・生徒は9年間ほぼ同じだった。校庭には白樺の木が多い。校庭の南側は、梓川の3つの河岸段丘のうち真ん中の崖であり、崖の上をアルピコ交通上高地線が通る。長野県波田学院（長野県松本市波田下島地籍）内に「松原分校」がある。

## 沿革

### 新制中学校の成立
波田中学校は、1947年4月1日に全国一斉に新制中学校の制度が成立し多くの新制中学校が生まれるのと軌を一にして発足している。新制中学校成立当時の状況に念のために触れておく。新制中学校の成立は、義務教育の3年延長、男女共学の導入にも繋がった。
終戦直後の極度の混乱と窮乏のもと、1947年（昭和22年）4月1日に、6・3制新制学校制度における前期中等教育を担う学校として、新制中学校が発足した。同時に、国民学校初等科は、1940年まで使っていた元の名称である「小学校」に改められ、六・三制義務教育における初等教育を担う学校として再スタートした。

### 波田中学校・仮住まいでの出発

#### 発足の年1947年度
1947年（昭和22年）4月10日に、開校式と入学式が行われた。生徒数418名、学級数9、職員数16での発足であった。いまだ敗戦の混乱が続いており、校舎も、備品も、予算もなく、教員さえ不足していた。教科書も間に合わず、ノート・鉛筆もない時代であった。波田中学校は、波田小学校に間借りし、体育館・運動場・特別教室も小学校と共用しての発足だった。これ以前、小学校には北校舎、中校舎、南校舎の3棟があったので、中学校が北校舎を、小学校が中校舎と南校舎を使うことになった。
校長も、小学校長との兼任であったが、その事情について、初代校長は「波田中学は9学級で東筑摩郡内では大きいので小学校長の兼任は許されなかったわけだが、私は同じ村の中で村の子どもを教育するのに、小中学校が反目するようなことは教育上絶対に許されないと考え、この旨を県と相談したところ、テストケースとして快く兼任を承知してくれた。・・・職員一同結束し教育に情熱を傾け、和気あいあいのうちに1か年を過ごして来た。さて新学年を迎えることになり・・・1か年の兼任を解いてもらった」と書いている。中学校発足の前年11月3日に新憲法（日本國憲法）が公布され、新制中学発足直後の5月3日に施行されている。そこで、この年5月3日には、波田中学校でも「新憲法施行記念式」が行われている。
食糧不足も著しかった。当時、波田村は農業を中心とする村落だった。農家の割合が高く、当時としては食べ物に恵まれていたはずである。しかし、強制的な供出もあって、農家といえども白米が不足していたのであろう。6月24日に食糧事情調査を行っているが、それによると、「在籍418人、欠席34人、白米61人、混食296人、代用食10人、持参せず5人」だった。「なお欠席34の中にも、弁当を持って行けないからと言う者もいたであろうことは想像に難くない」ともいう。
48年3月に卒業したのは、男子44名・女子32名だった。義務就学ではなく、希望就学だったことの影響で、男女比の偏りがある。また、卒業時のクラス編成は、A組が男子、B組が女子と、男女別クラスになっていた。これを1年後、2年後に比べると次の通りである。49年3月卒業は3クラスで男女混合、男子63名・女子70名だった。義務就学1年目である50年3月卒業は4クラスで男女混合、男子87名・女子98名だった。5月9日には全校遠足を実施し、往復とも徒歩で松本市城山公園まで行った。参加生徒398名、欠席17名。午前7時20分出発、午後4時帰校。7月11日には、徒歩で松本セントラル座に映画『子供の街』を見に行った。午前5時に出発し、帰りは松本電気鉄道の電車を利用した。映画観覧料3円、電車賃4円50銭だった。9月30日には小中合同運動会を実施。12月8日には冬期のみそ汁給食が始まった。11月10日に1年生が諏訪旅行、11月13日に2年生が松本で美術展を見学、同じ11月13日に3年生が諏訪旅行、2月2日に3年生が裁判所・博物館見学。生徒数418名、学級数9、職員数16名。

#### 1948年度
2年生が2泊3日で大滝山登山をした。米・味噌・野菜を背負い草鞋ばきで70kmの行程を歩いた。1951年からは、中の湯からの帰りだけバスを使った。コースは、1日目が学校→小倉登山口→冷沢→鍋冠頂上→大滝小屋、2日目が大滝小屋→徳沢→明神池→河童橋→中の湯、3日目が中の湯→島々→電車で学校へ。4月1日入学式。4月21日学用品配給、ノート全員、消しゴム1年生と2年生。4月23日黒川で全校植林。4月28日全校見学遠足で博物館・松本城へ行く。5月2日この日から夏時間が実施された（48年から51年まで4年間実施されたはず）。5月24日3年生女子全員による味噌たき。7月11日3年生が直江津・ 糸魚川方面へ修学旅行。7月12日1年生乗鞍岳登山。7月15日2年生大滝山登山。10月8日小中合同運動会。11月3日全校作業で梓川から石運び。2月9日運動靴配給55足。生徒数484名、学級数11、職員数19名。

#### 1949年度
3年生の修学旅行は、47年は諏訪へ、48年は直江津・糸魚川方面に行われた。大糸線が全通していなかったので、その部分は徒歩でつないだ。49年からは、奈良・京都方面で行われることとなった。初期には9月に実施されたが、1952年以降は4月（52年と53年は5月）に実施されるようになった。この年、5月下旬に回虫を主にした寄生虫駆除薬を生徒が服用し、さらに11月下旬にも同じ寄生虫駆除薬を服用した上、1月下旬には検便を行っている。その結果、5月下旬に「沖縄産海人草煎汁」を512名が服用し、381名が排虫を確認している。この確認は生徒本人が行ったもので、1人最多排虫数は14匹だった。さらに、11月下旬にも同じ薬を500名が服用し、190名が排虫を確認したが、この確認は暗い朝に自分で行ったものなので漏れが大いにあったはずである。1月下旬の検便では459名が検査を受け、寄生率80％だった。4月1日入学式。4月9日全校作業、兎山の土石運び。4月29日黒川でカラマツを植林。7月13日2年生が大滝山登山。7月26日1年生乗鞍登山。9月26日3年生関西修学旅行。10月18日小中合同運動会。11月19日収穫祭。
生徒数539名、学級数12、職員数22名。

#### 1950年度
家庭訪問は、6日間をかけて各生徒の家庭を訪問した。1年生の乗鞍岳登山は、7月19日に島々駅から歩き、冷泉小屋・位ケ原山荘で1泊目。20日は、乗鞍岳に登頂後に白骨温泉まで歩く。21日は白骨温泉を出発し、奈川渡をへて島々駅まで歩く。4月1日入学式。4月22日黒川でカラマツを植林。4月29日遠足で、1年生は山形村の清水寺へ、2年生は黒沢の滝へ、3年生は代官原へ。5月19日全校社会科見学・移動動物園見学で松本へ。7月15日2年生が燕岳登山。7月19日1年生乗鞍登山。9月20日3年生関西修学旅行。
生徒数539名、学級数12、職員数23名。

#### 1951年度
中学校独立校舎建設への機運が高まった。4月2日入学式。4月16日ミシン5台到着。4月21日遠足。7月10日2年生が大滝山登山。11月7日遠足。11月17日音楽会。生徒数508名、学級数11、職員数22名。

### 校舎建築が始まる
1948年に、波田小学校の東南側（現在は松本市役所波田支所がある場所）にあった長野県東筑摩西部農学校が長野県東筑摩西部農業高等学校に改組されていた。それが、1949年に長野県梓農業高等学校と統合されて組合立長野県梓川高等学校（1952年に県立移管）となり、当初は波田小学校近くにあった梓川高校が1950年度に現在地に校舎を新築し、51年の新学期を期して移転した。そのため校舎つきの跡地ができた。50年3月下旬からは、波田中の職員室などと3年生が、この元西部農学校校舎を使うようになった。しかし、波田小との同居も続いていたので、国道を横断して両校舎を移動する状態だった。中学校の建設地として3か所の候補があった。最初に候補にあがったのは、小学校東側であった。ここにはもともと村有地ながら貸与されてブドウ園が作られていた。48年4月に返還を受けて、49年に生徒や村民の労働奉仕により、ブドウの移植や運動場としての地ならしを行った。しかし、この場所は約8600平方メートルしかなく狭隘にすぎることから、候補地からはずれた（その後も長く活用されなかった。現在では社会体育館の敷地になっている）。もう1つの候補地は西部農学校跡地であり、残りが現在地（村有地であった）である。西部農学校跡地には現在では松本市役所波田支所および公民館がある。しかし、西部農学校跡地も約1万平方メートルで、十分な広さがなかった。そのため、51年1月から6月にかけては、現在地が候補とされていた。しかし、51年9月の公聴会では西部農学校跡地に建設し、活用できる既存建物はそのまま使うことが提案された。このため、52年4月3日のPTA緊急評議員会で校長が敷地を西側の土地（現在地）にして欲しい旨を訴え、4月9日にはPTAが全村の3分の2以上の署名をとり中学敷地変更を村議会に陳情することとなった。これを受けて、4月11日の村議会で敷地変更が議決されたのである。52年4月21日には校舎建築の杭打ちがされ、下旬には地鎮祭も行われた。11月3日に管理棟257坪、中校舎311坪が完成し、落成式が行われた。西校舎200坪は52年12月に工事が始まり、53年5月5日に竣工式が行われた。体育館は、53年5月2日に建築方針が決まった。しかし、建設位置について、中校舎北側の民有地（林檎園）を計画したが、買収交渉に失敗して、中学校果樹園をつぶして建築することになった。53年10月7日に敷地整理を始め、11月16日には地鎮祭を行った。54年3月20日に上棟式、6月18日に竣工式を行ったが、体育館287坪の建設費は、管理棟・中校舎・西校舎の3棟の建設費合計よりも高い1380万円であった。完成後まもなく、NHKののど自慢（のど自慢素人演芸会）ラジオ全国放送が行われた。55年4月15日に、音楽室40坪、東便所、管理棟から体育館への渡り廊下が完成し、竣工式が行われた。54年7月に着工し、12月7日に上棟式を行っていた。56年7月3日に特別教室棟314坪が完成し竣工式が行われた。55年11月に村議会が建築を議決し、西校舎北側の民有地400坪を買収して建築したもので、西部農学校を解体して移転改築したもの。1階に理科室、2階に図書館、また家庭科室・調理室が置かれた。58年6月11日に工作室62坪が完成し竣工式が行われた。57年11月に設計図が作られ、58年1月に建築が村議会で認められ、58年4月11日に地鎮祭が行われていた。60年12月26日に金工室が完成し竣工式が行われた。金属切削用の旋盤2台が設置された。1年生男児が旋盤を囲んで写真撮影し、信濃毎日新聞に写真と記事が掲載された。

#### 1952年度
51年秋に中信平工事の土8トン車222台分を譲り受けて、グラウンドに搬入した。さらに52年に34台分がグラウンド全面に敷かれるなどした。このためグラウンドの西端と東端とでは70センチ差の傾斜があったものが緩和された。4月1日入学式。5月1日ヒノキ6500本を黒川一の沢本沢に植林。5月19日3年生関西修学旅行。6月4～12日田植え休み。6月19日陸上クラスマッチ。7月16日2年生が大滝山登山。7月25日1年生が乗鞍岳登山。9月30日運動会。11月22収穫祭。2月28日高校入試。3月14日音楽会。3月20日卒業式。生徒数511名、学級数11、職員数21名。

#### 1953年度
4月1日入学式。4月23日全校遠足。5月4～9日南東側通学道路坂がPTA作業で完成。5月15日西校舎完成・教室移動。5月16日新校舎での全員学習開始。5月30日3年生関西修学旅行。6月17日陸上クラスマッチ。8月20日2年生が大滝山登山。8月25日1年生が乗鞍岳登山。9月4日赤痢発生、18名発病。11月19日3年生が校庭周囲に白樺植樹。11月21日2年生が開拓地にて白樺の幼木を採取し校庭に植樹。3月23日卒業式。生徒数538名、学級数12、職員数21名。

#### 1954年度
この頃、映画鑑賞会が頻繁に行われていた。52年には年間10回余、53年には12回、54年にも12回行われた。松本の映画館「中劇」などから出張してくるもの巡回映画によるものなどで、公民館や小学校体育館を使って上映された。54年には、4月『ピノキオ』『エベレスト征服』、5月『セロ弾きのゴーシュ』、6月『白鳥の騎士』、9月『二十四の瞳』、3月『ここに泉あり』などが鑑賞されていた。4月1日入学式。4月2日始業式、新入生学力テスト。4月10日3年生植林。4月20日1年生と2年生が遠足。4月26日3年生関西修学旅行。7月6日足洗い場完成。7月14日2年生が大滝山登山（上高地・焼山）。9月4日陸上クラスマッチ。10月2日小中合同運動会。10月27日秋季全校遠足。11月17収穫祝い。12月狂言鑑賞。3月22日卒業式。生徒数575名、学級数12、職員数21名。

#### 1955年度
53年5月には新校舎ができて、新しい校舎での教育が始まっていた。しかし、いまだ施設のすべてが整ったわけではなく、体育・音楽・理科などの特別教室での授業は、すべて小学校を借りて行っていた。このため、授業のたびに国道を横切ってかなりの距離を移動する不便があった。このために、施設の充実が急がれた。体育館は54年6月18日に完成、音楽室もこの年55年4月に階段教室として完成、理科教室や図書館のある特別教室はさらに遅れて56年7月に完成した。さらに、工作室も58年6月が完成して、施設が整うことになった。4月1日入学式。4月2日始業式、新入生学力テスト。4月19日1年生と2年生が遠足。4月27日3年生関西修学旅行。7月10日1年生が乗鞍岳登山。7月20日2年生が大滝山登山。7月20日梓川での水泳解禁。8月30日陸上クラスマッチ。10月1日小中合同運動会。10月25日全校遠足。11月15日学芸会。11月19収穫祭。11月30日音楽会。2月14日1年生スキー練習。3月3日高校入試。生徒数575名、学級数12、職員数21名。

#### 1956年度
4月1日入学式。4月25日遠足。5月16日3年生関西修学旅行。7月8日1年生乗鞍岳登山。7月15日2年生大滝山登山。10月1日小中合同運動会。10月25日秋季全校遠足。11月6日学芸会。11月16日音楽会。3月5日高校入試。3月20日卒業式。生徒数555名、学級数12、職員数21名。

#### 1957年度
春に続き、秋にも 流感の全国的な流行があった。このため11月1日～3日には臨時休校をした。その前後の全校の欠席者・罹患者の推移は次の通りで、学年による偏りはない。10月29日欠席34名・罹患160名。10月30日欠席33名・罹患170名。10月31日欠席56名・罹患191名。11月4日欠席35名・罹患185名。11月5日欠席31名・罹患183名。11月6日欠席31名・罹患136名。罹患しても登校している生徒が多いし、学校閉鎖解除後にも欠席者・罹患者が少なくなっているわけではない。12月まで、学校敷地以外に農場（畑20アール、田30アール、果樹園20アール）があった。教科課程の変更に伴い12月に返還した。4月1日入学式。4月4日始業式。4月17日3年生関西修学旅行。4月25日1年生と2年生が遠足（1年生鵬雲崎、2年生松本城・博物館）。5月30日野球ソフトボール排球クラスマッチ。7月13日1年生乗鞍岳登山（途中、山崩れのために白骨温泉追加1泊、16日帰校）。8月19日2年生燕岳登山。9月27日陸上クラスマッチ。10月2日小中合同運動会。10月25日秋季遠足（3年生は黒川上流）。11月1日～3日インフルエンザのため学校閉鎖。11月21日学芸会。11月27日収穫祭。3月5日高校入試。3月12日籠卓球クラスマッチ。3月16日送別音楽会。3月20日卒業式。生徒数543名、学級数12、職員数21名。

#### 1958年度
4月1日入学式。4月21日3年生関西修学旅行。4月25日1年生と2年生が遠足。5月27日体育館暗幕設置。7月11日1年生美ヶ原登山。7月19日弁論大会。7月26日梓川増水につき竜島生徒登校中止。8月20日陸上クラスマッチ。8月28日2年生登山（徳本峠→上高地→焼岳）。9月25日小中合同運動会。10月24日秋季遠足。11月1日学芸会。11月20日音楽会。12月1日フラフープ禁止について校長が生徒に話す。3月10日籠卓球クラスマッチ。3月14日送別音楽会。3月20日卒業式。生徒数492名、学級数11、職員数20名。

#### 1959年度
4月1日入学式。4月9日3年生関西修学旅行。4月24日1年生と2年生が遠足（1年生山形村清水寺、2年生平出遺跡）。6月12日校内野排球大会。7月4日鑑賞音楽会（東京アンサンブル）。7月10日1年生美ヶ原登山。7月27日陸上クラスマッチ。8月22日2年生乗鞍岳登山。9月23日小中合同運動会。9月27日伊勢湾台風来襲、村内の被害も多く、中学校では瓦落下・窓ガラス破損・屋根破損など被害が甚大であった。10月29日秋季遠足（1年生明神山、2年生黒川、3年生黒川）。3月14日送別音楽会。3月15日籠卓球クラスマッチ。3月18日卒業式。生徒数507名、学級数11、職員数20名。

### 教育体制の充実へ

#### 1960年度
1957年度から60％台を上下していた高校進学希望者が、この年に初めて70％を越えた。60年度卒業生136名のうち72％・98名が進学を希望し、28％・38名が就職した。進学希望者は、57年度が66％、58年度が68％、59年度が65％だった。
この年には、学力増進のためのサマースクールが、7月31日～8月6日の午前に開設された。しかし参加者が少なかったのか、後年まで続かなかった。4月1日入学式、4月7日3年生関西修学旅行。4月22日1年生・2年生が春の遠足。7月19日1年生美ヶ原登山（1泊）。8月24日2年生乗鞍登山。9月23日小中合同運動会。10月20日秋期遠足。12月26日金工室竣工・旋盤2台設置。生徒数548名、学級数12、職員数23名。

#### 1961年度
8月25日に、小学校運動場の南側に建設されていた学校プール（小学校と中学校の共用）が、予定よりも遅れて完成し、プール開きが行われた。前年まで、運動会は小学校と中学校の合同で行われていた。しかし、この年から中学校だけの体育祭として行われることになり、10月14日に第1回体育祭が行われた。10月26日に、全国学力調査が行われた。全国の公立、私立および国立の中学校に在籍する2年生と3年生の生徒全員約447万人（2年生251万人、3年生196万人＝学年による人数の差は、2年生が敗戦後のベビーブーム世代の最初の学年であったことによる）が、この学力検査の対象だった。2年生の乗鞍岳登山は、1泊目が鈴蘭小屋、2泊目が中の湯温泉の旅館だった。4月1日入学式。8月22日1年生美ヶ原登山。11月6日女子制服制定。生徒数630名、学級数14、職員数25名。

#### 1962年度
この年12月1日から、みそ汁給食が専任スタッフにより行われることになった。これまでは、母親たちが交代制のボランティアで実施していたが、専任化されたもの。12月7日PTAによって、正門から玄関にかけて、白樺の苗木130本が植えられた。これまでも、波田中学校は白樺の豊かな学校を標榜していた。実際に校内の各場所には白樺の木があった。門から玄関までの通路の西側などに高さ2メートル以上の苗木を植えたもの。波田小学校の松に対して、中学校の白樺が対をなしていた。1963年3月の卒業生は、ベビーブームの最初の学年だった。このため、多くの県立高校が定員を臨時的に増加し、1学年450名体制をとった。4月8日3年生が関西に修学旅行。5月17日たんぽぽ劇団観劇。7月4日1年生美ヶ原登山。生徒数631名、学級数14、職員数25名。

#### 1963年度
4月14日に校歌発表会が開かれた。これまで校歌がなかったが、作詞：池田嘉登・西尾実、作曲：芥川也寸志で校歌が完成し、池田嘉登・西尾実が出席して校歌が披露された。3月に卒業したばかりの学年や、在校生、元職員が参加し、西尾実の講演があった。これまで、1年生は美ケ原に1泊2日で登山していたが、この年から、2泊3日で乗鞍岳に登山することになった。4月21日3年生修学旅行。6月26日全国中学校学力調査。7月8日2年生乗鞍登山。8月21日1年生乗鞍登山。生徒数585名、学級数13、職員数27名。

### 1964年度以降
- 1964年（昭和39年）5月7日 完全給食がスタートした。保育園・小中学校を統合した給食センターが完成して運用を開始したもので、中学校の給食費は月額700円だった（66年850円、70年1230円、75年2500円）。
- 1965年（昭和40年）7月19日 2年生が初めての臨海実習に出発
- 1967年（昭和42年）4月1日 養護学級が開設された。1966年までに、近くでは、丘中学校、会田中学校、聖南中学校、筑摩野中学校の4校に養護学級が開設されていたが、この年、波田中学校のほかに、明科中学校、生坂中学校、女鳥羽中学校、清水中学校、鎌田中学校、高綱中学校、鉢盛中学校の各校にも開設された。波田中学校での初年度の学級生は8名であった。
- 1968年（昭和43年） この頃には、「村費職員」が4名いて、体育・保健・事務・司書を担当していた。周辺自治体での市町村費職員は1校1～2名が通常だった。
- 1971年（昭和46年）7月21日 2年生による谷浜海水浴場（新潟県現上越市長浜）での臨海学習で遭難事故が発生し、生徒1名・教師2名が亡くなる。31日学校葬
- 1971年（昭和46年）10月29日～30日 第1回白樺祭
- 1972年（昭和47年）7月 50mプールが完成
- 1973年（昭和48年）4月1日 町制施行により波田町立波田中学校になる。
- 1976年（昭和51年） 通知票の評価・記載方式が改められた。従来の五段階相対評価方式に文章での評価を加えた。
- 1981年（昭和56年）4月 中学校全面改築事業が完了した。
- 1990年（平成2年）3月 パソコン教室完成
- 1991年（平成3年）8月 校舎を増築し3教室増やす。
- 2008年（平成20年）11月「キャリアスタートウィーク」の活動実績が認められて文部科学大臣表彰を受ける。
- 2010年（平成22年）3月31日 松本市への併合により松本市立波田中学校となる。

### 遠足・登山・臨海学習・修学旅行
遠足
遠足は春と秋の2回行われていた。
登山・修学旅行
1年生と2年生は登山、3年生は関西修学旅行をしていた期間が長い。
登山・臨海学習・修学旅行
臨海学習は、それまでの2年生の登山をやめて、1965年に初実施している。それ以降は、1年生が登山、2年生が臨海学習、3年生が関西修学旅行を行うこととなった。

### 収穫祭
収穫祭は、『波田中学校三十年誌』によると、1949年に行われ、以後続いた。同書に「収穫祝」の記録が見える最後は1957年である。収穫祝と収穫祭の2つの表現がある。1949年には、「6月6日2年生によって植えられた稲も実り、脱穀の終わったのが11月15日」とあり、11月19日に収穫祝が行われている。1954年には、「11月の中下旬の1日を選んで毎年開かれているのが収穫祝い―厳粛な式が行われたあと全員の会食（赤飯・煮物）、映画会という楽しい行事はその年の回顧でもあった」とされている。1958年には収穫祝の記録はないが、「2月の終わり頃から2年生の諸君によって庭木の剪定が始められた」とある。果樹ではなく庭木である。1959年の伊勢湾台風の被害記録のうちには、「果樹園落果 約15貫」とある。生徒がどの程度に栽培にかかわっていたか不明。1960年代以降は、収穫祭はなく、「学校田」「学校畑」もなく、生徒が「黒川の学校林」に関わることもなかった。

### 白樺祭
第1回の「白樺祭」が行われたのは1971年10月29日と30日で、クラブ発表、音楽会、弁論大会、展覧会、レコードコンサートが行われている。従来はばらばらに行われていた音楽会や弁論大会をまとめて行うことにしたものだった。

### 図書室
1960年頃には図書室に専任の司書がいたので、常時開館されて多くの生徒が活用していた。

## 基礎データ

### 所在地
- 長野県松本市波田10145-1

### アクセス
- アルピコ交通上高地線（通称・松本電鉄）：波田駅。

### 生徒数
- 2024年度 433名
  - 1年生 135名
  - 2年生 143名
  - 3年生 155名

2024年度3月現在。

#### 生徒数の推移
- 1947年度＝418名
- 1950年度＝539名
- 1955年度＝575名
- 1960年度＝548名
- 1962年度＝631名
- 1965年度＝455名
- 1970年度＝425名
- 1975年度＝393名
- 1980年度＝429名
- 1990年度＝659名
- 1998年度＝507名
- 2007年度＝450名
- 2008年度＝475名
- 2014年度＝457名
- 2024年度＝433名

### 卒業生の進路
ほとんどが松本市内あるいは安曇野市内の高校に進学する。中学校から1500mほどの距離にある波田地区内の梓川高校に進学する生徒も多い。

### 象徴

#### 校章
- アルプスと松の葉を型どり中央に「中」の文字。
- 北アルプスの連山を型どり「中」を囲んでいるのは松の葉を組み合わせたもので、松林にある中学を表す。
- 北アルプスの麓に育つ波田中学校生徒の心の広さと、くじけない力強さや粘り強さを表し、松の緑には真理探究の願いを込めてある。

#### 校歌
作詞：池田嘉登・西尾実、作曲：芥川也寸志

## 教育方針

### 教育目標
教育目標＝「やかたづくり」
や＝やさしさ
か＝かしこさ
た＝たくましさ
- 目指す生徒像＝豊かな感性で自らの生き方を求める
- 指導の重点＝確かな学力、こころの教育、日常活動の充実

### 総合学習
メインテーマ：ふるさと波田
- 1年生＝「ふるさと波田を知る」（体験を通した集団づくり＝学校林作業）
- 2年生＝「ふるさと波田に働く」（体験を通しての自分探し＝5日間連続の職場体験学習）
- 3年生＝「ふるさと波田へ貢献する」（地域へのボランティア・発信＝町をキレイにしようDAY、歌による交流活動、ふるさとCM、福祉マップづくり）

## 部活動
運動系部活動

陸上、野球、サッカー、女子軟式テニス、女子バレーボール、男子バスケットボール、女子バスケットボール、卓球
（2024年度）
文化系部活動

吹奏楽、合唱、美術
（2024年度）
1. 学年、学級の枠を超え、共通の関心を持った生徒が集まり、望ましい集団を形成し、自主的な活動ができる。
2. 研究を深めたり技能を高めたりする中で、心身の調和のとれた発達と個性の身長を図る。
3. 教師と生徒、生徒相互の心の触れ合う場とし、学校生活を楽しく、豊かにしていく。

以上の三点を目標に社会体育が行われている。（2024年度）

## 校区内の主な施設
- 波田小学校
- 松本市役所波田支所
- 松本ハイランド農協波田支所